# Daniel Tiger's Neighborhood
Daniel Tiger's Neighborhood je američko-kanadska animirana serija autora Angela Santomero. Serija ima 4 sezone i sveukupno 108 epizoda od po 28 minuta.